# Sắc đẹp ngàn cân (phim 2017)
Sắc đẹp ngàn cân là một bộ phim điện ảnh hài lãng mạn của Việt Nam năm 2017 do James Ngô đạo diễn. Phim do Trương Ngọc Ánh sản xuất, dựa trên phần kịch bản chuyển thể của Kim Seon-jeong, Kim Yong-hwa và No Hye-yeong, Việt hóa bởi Võ Thạch Thảo. Đây là phim điện ảnh làm lại từ bộ phim gốc cùng tên của Hàn Quốc ra mắt năm 2006, do hãng TNA Entertainment sản xuất và CJ CGV Vietnam phát hành. Phim có sự tham gia diễn xuất của Minh Hằng, Rocker Nguyễn, Phương Trinh Jolie, NSƯT Việt Anh, NSƯT Hữu Châu, Đại Nghĩa, La Thành, Kiến An và Âu Bảo Ngân. Nội dung phim xoay quanh cuộc đời của Hà My sau quá trình phẫu thuật thẩm mỹ để tiếp cận chàng quản lý Duy Khang cũng như theo đuổi ước mơ làm ca sĩ của mình.
Sắc đẹp ngàn cân được công chiếu tại Việt Nam vào ngày 4 tháng 8 năm 2017. Phim nhận được nhiều ý kiến trái chiều từ giới phê bình và đã thu về 26 tỷ VND nội địa.

## Nội dung
Hà My là một cô gái có giọng hát ngọt ngào, sâu lắng. Tuy nhiên, vì ngoại hình mập mạp và xấu xí nên cô chỉ có thể hát thay cho nữ ca sĩ nổi tiếng Jolie. Cô chấp nhận đứng sau cánh gà vì trót có tình cảm với nhạc sĩ kiêm quản lý Duy Khang. Đúng ngày sinh nhật của Duy Khang, Hà My phát hiện anh chàng quản lý điển trai và Jolie thực chất chỉ đang lợi dụng mình để làm giàu. Cô nàng quyết định biến mất, đi giải phẫu thẩm mỹ để trở thành con người khác.
Một năm sau, Hà My trở lại với bộ dạng Lily xinh đẹp mà không một ai có thể nhận ra. Vẫn còn đó giọng hát trời phú, cô đăng ký tham gia cuộc thi tuyển chọn ca sĩ nhằm giành lấy thứ vinh quang mà lẽ ra mình phải được hưởng từ lâu.

## Diễn viên
- Minh Hằng vai Hà My / Lily
- Rocker Nguyễn vai Duy Khang
- Phương Trinh Jolie vai Jolie
- NSƯT Việt Anh vai Ba của Hà My
- NSƯT Hữu Châu vai Thầy bói
- Đại Nghĩa vai Bác sĩ Thái
- La Thành vai Minh Tuấn
- Kiến An vai Ông Bá
- Âu Bảo Ngân vai Ngọc Minh
- Mai Sơn vai Người giao hàng
- Thiên Nguyễn vai Công an
- Hứa Minh Đạt vai Tài xế taxi
- Long Đẹp Trai vai Bác sĩ thực tập
- Adam Lâm vai Ca sĩ Pink
- Hải Lê vai Bạn trai của Ngọc Minh
- Xuân Phúc vai Bạn trai của Hà My
- Trần Quý vai Quản lý ca sĩ Pink
- Noh Ha Woo vai Trợ lý của Jolie

## Sản xuất
Sắc đẹp ngàn cân được mua bản quyền làm lại tại Việt Nam vào đầu năm 2016. Để có một vai diễn trọn vẹn trong Sắc đẹp ngàn cân, theo từng diễn biến của phim, nữ diễn viên Minh Hằng đã phải sang Hàn Quốc để thiết kế lớp hóa trang silicon nặng tới 15 kg cho nhân vật Hà My. Phân cảnh mập mạp của nhân vật khiến cô phải dành ra 15 ngày sống trong hình dạng mập mạp, chậm chạp. Các chuyên gia điện ảnh Hàn Quốc đã có những yêu cầu khắt khe nhất để đảm bảo tính nhất quán trong tính cách và tâm lý của các nhân vật chính.